# سینی‌دندانیان
سینی‌دندانیان (نام علمی: Sigmodontinae) نام یک زیرخانواده از تیره موشان است.